# Ka-news
ka-news ist eine Online-Tageszeitung mit einem Schwerpunkt auf regionale Nachrichten aus dem Stadt- und Landkreis Karlsruhe. Nach eigenen Angaben erstreckt sich das Vermarktungsgebiet zwischen Landau in der Pfalz und Bruchsal im Norden sowie Rastatt und Pforzheim im Süden. ka-news ist seit dem 1. Februar 2000 im Netz verfügbar und ist somit, noch vor der Netzeitung, Deutschlands erste reine Online-Zeitung. Hierfür wurde das Portal im November 2001 mit dem Innovationspreis der Volksbank Karlsruhe ausgezeichnet. Gegründet wurde sie von Steffen Bischoff, Werner Herkert und Thomas Langer.
Da die Karlsruher Zeitung Badische Neueste Nachrichten lange Zeit keine eigene Internetplattform hatte und zudem die einzige Tageszeitung in Karlsruhe ist, konnte sich das Nachrichtenportal ka-news etablieren. Inzwischen hat ka-news einen festen Platz in der Karlsruher Medienlandschaft und gehört zu den fünf erfolgreichsten Nachrichtenportalen Baden-Württembergs.
ka-news ist ein IVW-geprüftes Medium und nimmt an der AGOF-Studie teil. Hiernach hat ka-news.de monatlich 8,4 Millionen Seitenabrufe, ca. 1,84 Millionen Visits und 390.000 Besucher auf seinen Seiten (Stand: Juli 2017). Chefredakteure (ab August 2009: Redaktionsleiter) von ka-news waren Werner Herkert (1. Februar 2000 bis 28. Februar 2006), Stefan Jehle (1. März 2006 bis 31. Dezember 2006), Denis Elbl (1. Januar 2007 bis 31. März 2010), Felix Neubüser (1. April 2010 bis 30. September 2013), Moritz Damm (1. Oktober 2013 bis 30. November 2015). Aktuelle Redaktionsleiterin ist Corina Bohner.
Hinter ka-news steht ein Redaktionsteam mit etwa 20 Redakteuren, die ausschließlich regionale Nachrichten produzieren. Überregionale Nachrichten werden von dpa geliefert.
Am 7. Juli 2008 gab ka-news bekannt, dass zum 1. Juli 2008 das damals zur Verlagsgruppe Georg von Holtzbrinck, seit 2013 zur Mediengruppe Pressedruck gehörende Südkurier Medienhaus aus Konstanz als Gesellschafter die Mehrheit an der ka-news GmbH übernommen hat. Geschäftsführer ist Felix Neubüser.